# FAG Kugelfischer

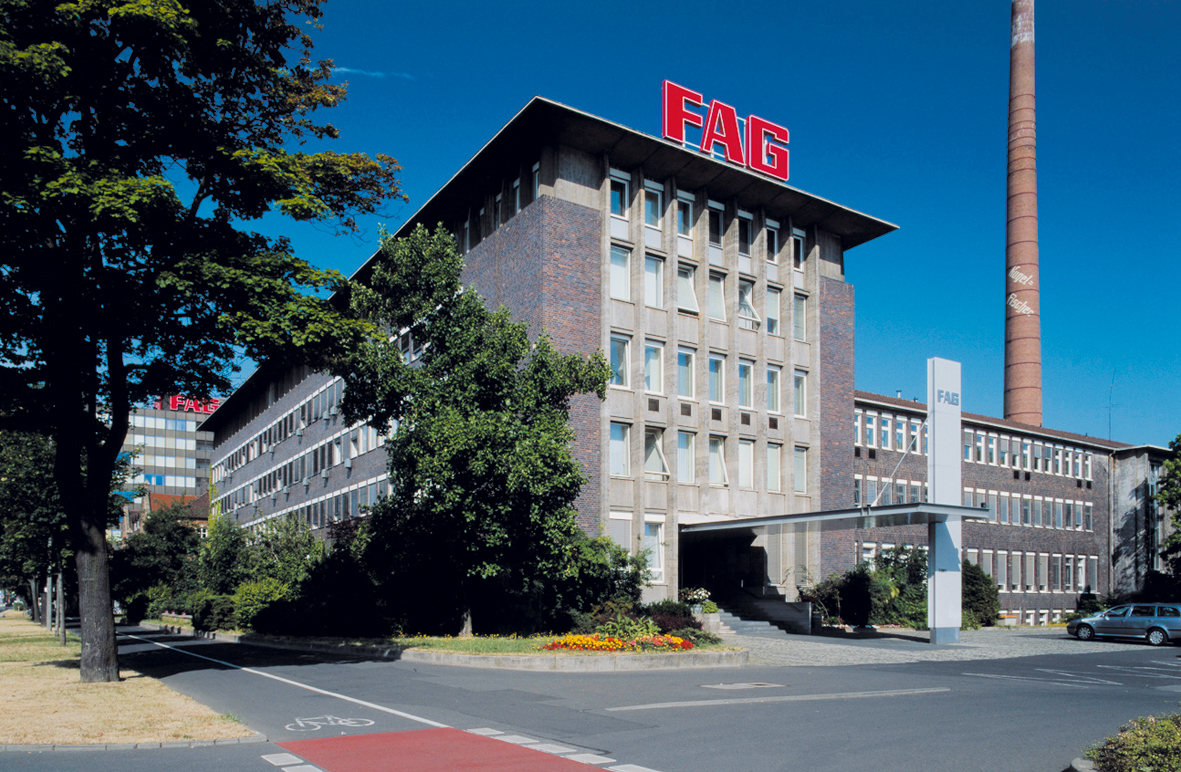
Hauptverwaltung FAG Kugelfischer in Schweinfurt (bis 2001), heute Schaeffler KG mit der Marke FAG

FAG Kugelfischer (Fischer’s Automatische Gussstahlkugelfabrik oder Fischers Aktien-Gesellschaft) war der viertgrößte Wälzlagerhersteller der Welt und ein MDAX-Unternehmen mit Hauptsitz in Schweinfurt; ab 1897: Erste Automatische Gußstahlkugel-Fabrik; ab 1941: Kugelfischer Georg Schäfer & Co; ab 1979: FAG Kugelfischer Georg Schäfer & Co. Zudem gab es kleinere Namensabweichungen infolge sich ändernder und zeitweise parallel existierender Gesellschaftsformen. Seit 1979 wird die Kurzform FAG Kugelfischer verwendet. Ein lokaler Spitzname ist Kufi.
Kugelfischer war mit Werken bzw. Verkaufsgesellschaften in allen Kontinenten vertreten und gehörte in den Nachkriegsjahrzehnten mit damals 30.000 Beschäftigten zu den hundert größten Konzernen Deutschlands. Seit den 1990er Jahren spezialisierte sich FAG auf die Entwicklung und den Bau von Großlagern, u. a. mit dem Lager für das London Eye.
2001 wurde das Traditionsunternehmen FAG Kugelfischer durch die dritte feindliche Übernahme der deutschen Nachkriegsgeschichte von der seit 1946 bestehenden Firma INA-Schaeffler aus Herzogenaurach übernommen und 2006 mit ihr zur Schaeffler KG zusammengefasst. FAG ist seitdem neben INA und LuK eine Marke der Schaeffler-Gruppe. Das Werk in Schweinfurt ist ihr größter Fertigungsstandort, Sitz der Sparte Industrie und zusammen mit Herzogenaurach Sitz der Schaeffler Technologies AG & Co. KG.

## Geschichte
Kugelfischer hat eine sehr vielfältige, schwierig überschaubare und zuletzt bewegte Firmengeschichte hinter sich, mit zahlreichen Änderungen der Gesellschaftsformen und des Firmennamens.

### Ära Fischer (1872–1909)
Am 16. Oktober 1872 gründete Friedrich Fischer in der Schweinfurter Altstadt in der Oberen Straße im elterlichen Haus Nummer 8 die Firma Friedrich Fischer (1872–1891), eine Reparaturwerkstätte für Nähmaschinen mit angeschlossenem Handel, auch mit Fahrrädern. 1875 errichtete er eine mechanische Werkstätte.

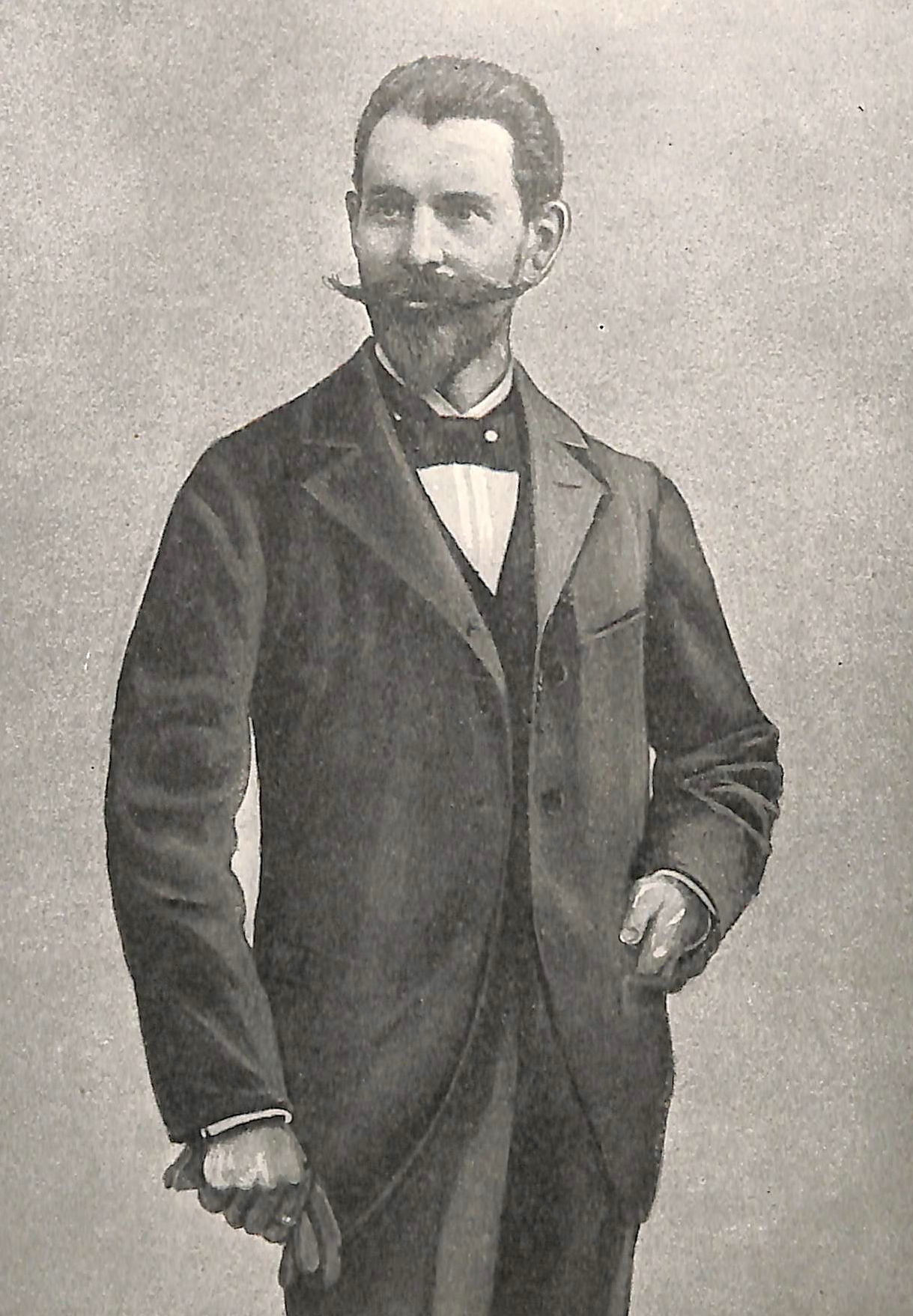
Friedrich Fischer

Briefkopf von 1892 der Firma Automatische Kugelfabrik Friedr. Fischer

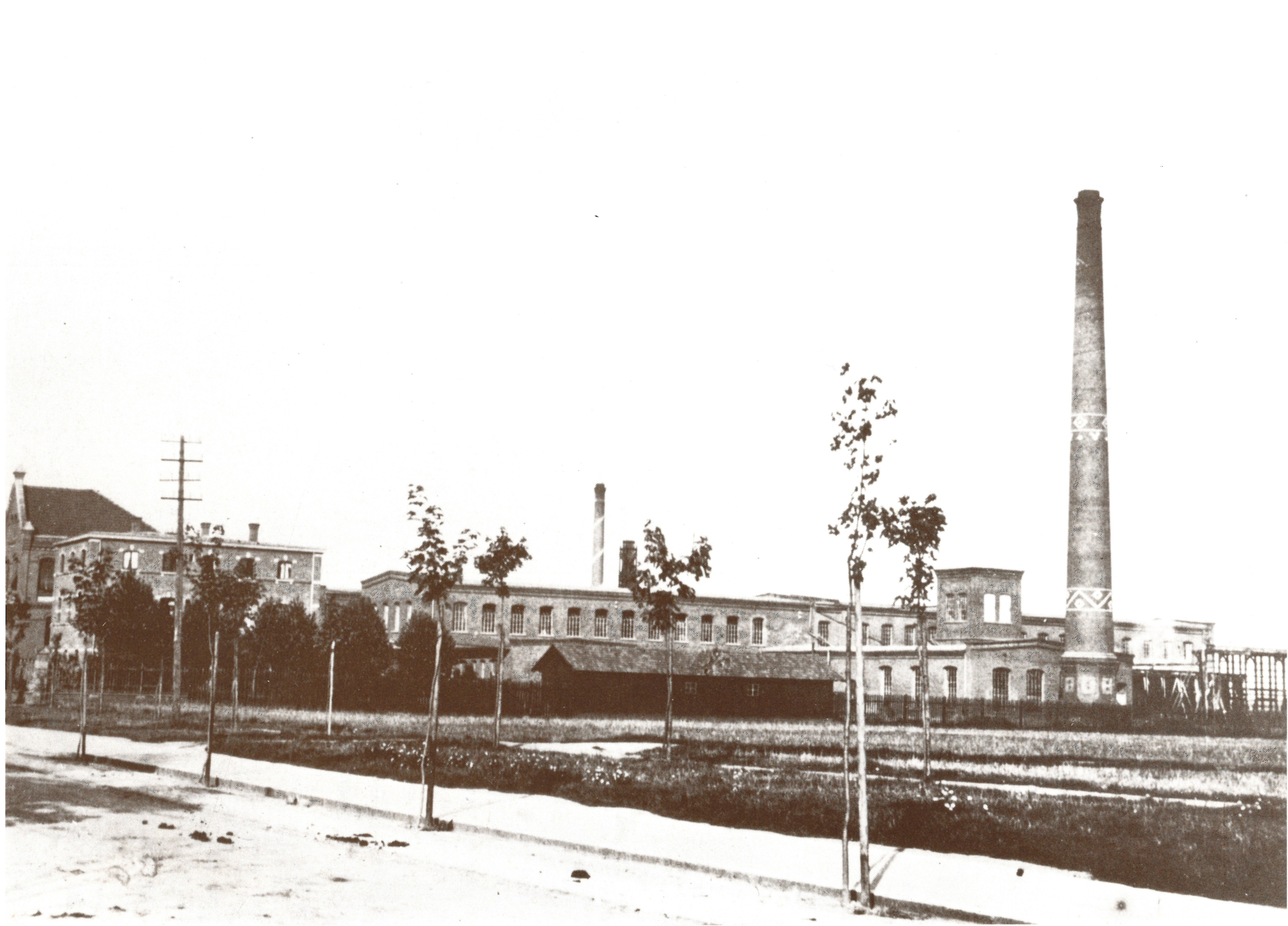
Hauptbahnhofstraße mit neuer Fabrik, nach 1896; am linken Bildrand mit erstem Verwaltungsbau

1883 konstruierte Fischer eine Kugelschleifmaschine, mit der es ihm gelang, erstmals Stahlkugeln hoher Präzision und großer Stückzahl zu fertigen. Diese Idee gilt als historischer Start der Wälzlagerindustrie. Der von Fischer und seinem späteren Konkurrenten Wilhelm Höpflinger 1888 weiterentwickelte Apparat wurde 1890 zum Patent angemeldet. Damit wurde der endgültige Grundstein für die bereits in den Folgejahren aufgeblühte Wälzlager-Industrie gelegt. Der Aufschwung setzte ab 1890 ein, als die Fahrradindustrie einen ersten Boom hatte. Höpflinger gründete 1890 in Schweinfurt mit Engelbert Fries eine eigene Firma, Fries & Höpflinger, die ebenfalls weltweit Stahlkugeln vertrieb. Im Patentstreit im selben Jahr erhielt Fischer das Recht zur Weiterentwicklung der Kugelschleifmaschine und Höpflinger das lizenzfreie Mitbenutzungsrecht. Eine bis heute andauernde Konkurrenz entstand, die schließlich heute in die Nr. 1 und 2 der weltgrößten Wälzlagerhersteller mündete. Fischer zog im selben Jahr 1890 von der Oberen Straße in ein neu erworbenes Anwesen am Markt 24, wo bereits zwölf Kugelmühlen liefen. 1892 pachtete Fischer die städtische Spinnmühle am Main.

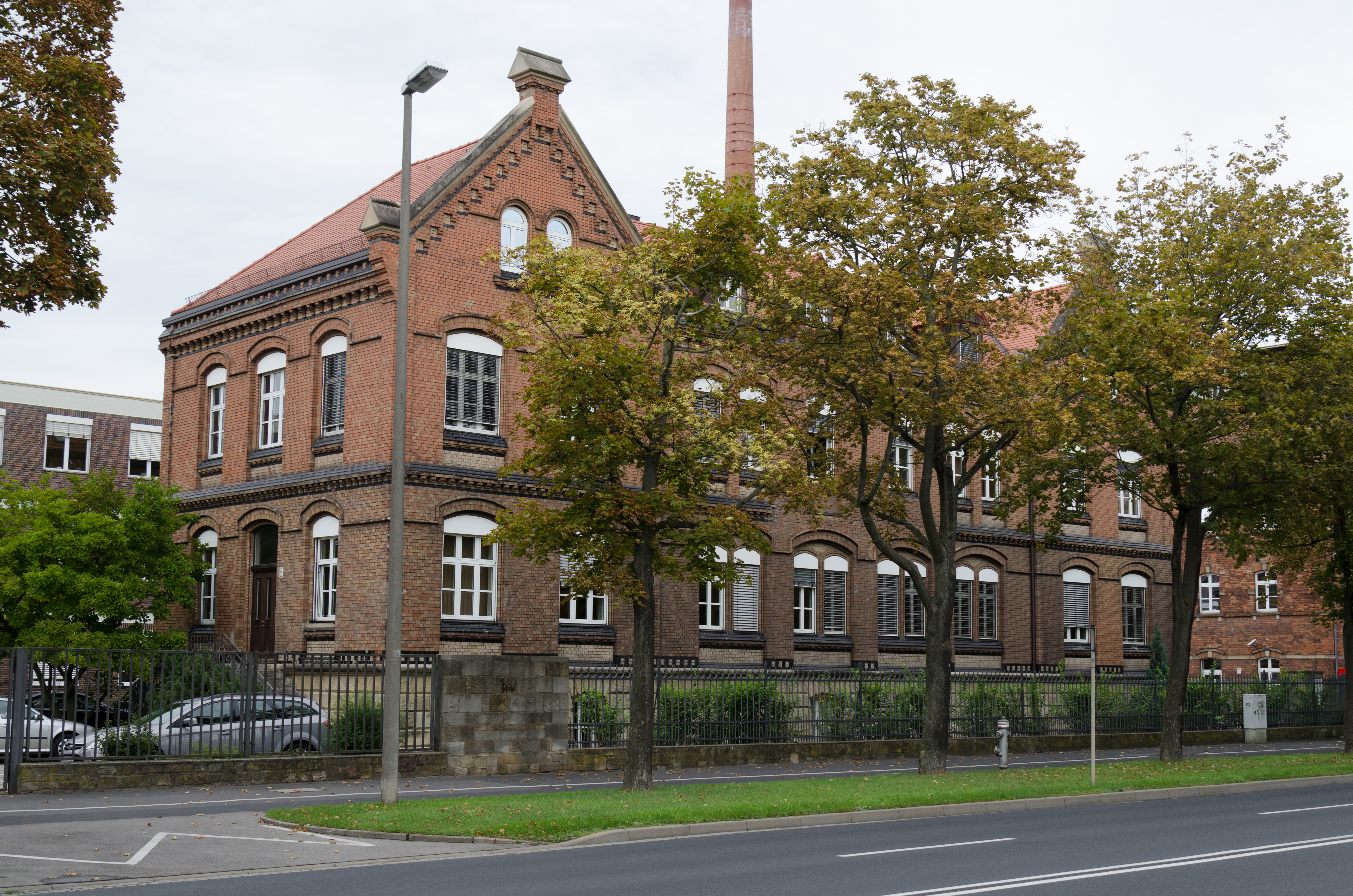
Erster Verwaltungsbau von 1897

In der umfirmierten Automatischen Kugelfabrik Friedrich Fischer (1891–1897) stieg die Mitarbeiterzahl auf über 600. Das für die weitere Entwicklung notwendige Kapital wurde durch Umwandlung in die Aktiengesellschaft Erste Automatische Gußstahlkugel-Fabrik AG (1897–1909) aufgebracht. 1897 erfolgte die Übersiedlung aus der Altstadt auf das heutige, weiträumige Firmengelände in der Nähe des Hauptbahnhofs, das, wie das Areal des Bahnhofs, zwischen 1802 und 1919 nicht zur Stadt Schweinfurt, sondern zur in jener Zeit eigenständigen Kommune Oberndorf gehörte.
Durch den großen Erfolg der beiden Firmen Fischer und Fries & Höpflinger entstanden in kürzester Zeit zahlreiche weitere Konkurrenzfirmen. Die damit einhergehende Überproduktion führte zum Zusammenbruch des Marktes. Die Mitarbeiterzahl von Fischer sank 1898 auf nur noch 40. Mitten in der Krise starb Fischer nur fünfzigjährig. Die Firma stagnierte über viele Jahre.

### Marke FAG (seit 1905)
Am 29. Juli 1905 wurde die Marke FAG (Abkürzung: siehe Artikeleinleitung) beim Patent- und Markenamt in Berlin registriert. Seit 1939 wurde die Marke FAG von der Konkurrenzfirma in Wolverhampton genutzt (siehe: Die Ära Schäfer) und musste zurückgekauft werden.

### Ära Schäfer (1909–1992)

#### Anfänge

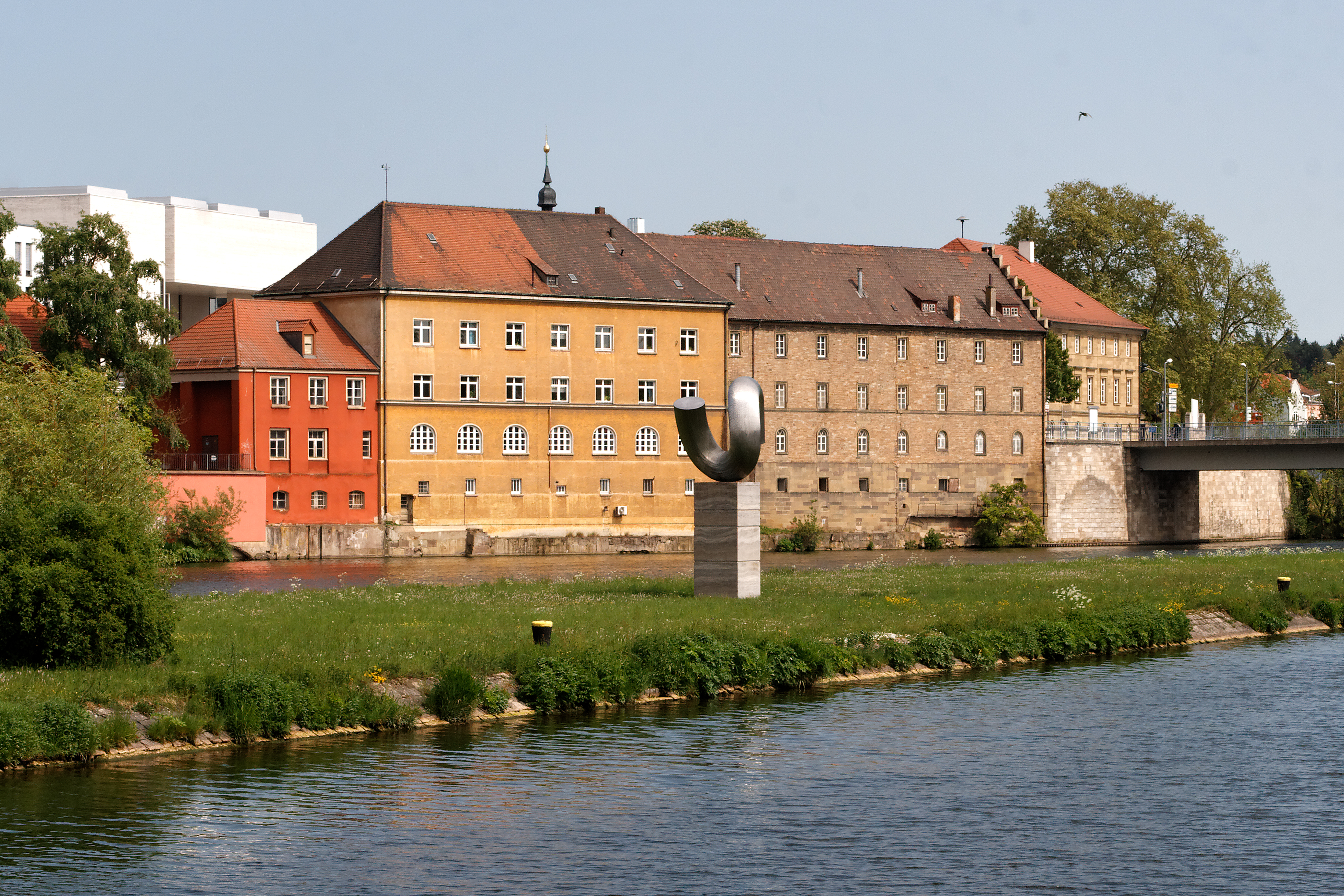
Spinnmühle am Main. Domizil von Fischer und Georg Schäfer (I), heute mit Kleinem Industriemuseum; links dahinter das Museum Georg Schäfer

1885 gründete Georg Schäfer (I) im Alten Gewerbeviertel der Schweinfurter Altstadt, in der Judengasse, eine Bau- und Kunstschlosserei. Ab 1888 erweiterte er dort mehrmals seinen Betrieb mit weiteren Geschäftsfeldern, 1904 schließlich mit der Fabrikation von Kugellagern. 1906 folgte der Umzug in die Spinnmühle, 14 Jahre nachdem zuvor Friedrich Fischer diese Räumlichkeiten nutzte. Im selben Jahr wurden dort seine Betriebszweige zur Firma 'Georg Schäfer  & Cie. fusioniert. Dort befindet sich heute das Kleine Industriemuseum (siehe: Schweinfurter Industriegeschichte#Museen).

#### Übernahme der Firma Fischer
1909 übernahm Georg Schäfer (I) die Firma von Friedrich Fischer am Hauptbahnhof und fusionierte sie auf dem dortigen Werksgelände mit seinem eigenen Kugellagerwerk zur Ersten Automatischen Gußstahlkugel-Fabrik & Cie (1910–1941). Die Aktiengesellschaft wurde dabei in eine Offene Handelsgesellschaft umgewandelt.
1925 erbte Georg Schäfer (II) von seinem gleichnamigen Vater ein Drittel des Unternehmens, in dem er bereits seit 1919 tätig war. 29-jährig übernahm er die kaufmännische Leitung, die technische Leitung lag in den Händen seines Schwagers und Mitinhabers Hermann Barthel.
Als einziges Unternehmen der Branche beteiligte sich Georg Schäfer (II) nicht an dem 1929 unter dem Druck der schwedischen SKF vollzogenen Zusammenschluss in der deutschen Wälzlagerindustrie. Schäfer nutzte den durch die Fusion entstandenen Freiraum für einen durch die Kriegsrüstung begünstigten eigenen Aufstieg. Während der Weltwirtschaftskrise stieg die Zahl der Mitarbeiter um fast die Hälfte auf knapp 3000, 1939 wurden 9000 Mitarbeiter beschäftigt.

#### Zweiter Weltkrieg

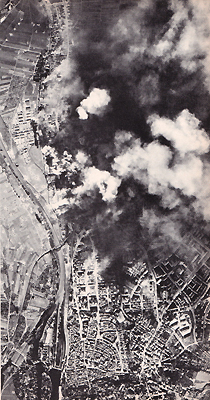
Luftangriff auf das Schweinfurter Industriegebiet 1943, im unteren Bereich der Rauchwolken Kugelfischer

Wälzlagerhersteller gehören zur Schlüsselindustrie, da Kugellager die wichtigste Komponente des Maschinenbaus darstellen. Ohne sie fährt kein Panzer und fliegt kein Flugzeug. Deshalb war Schweinfurt das einzige primäre Angriffsziel der Alliierten in Bayern. Nach dem ersten Luftangriff auf die Schweinfurter Großindustrie 1943 erfolgte der Dezentralisierungsbefehl für Kugelfischer, mit Verlegung von Betriebsteilen in über 20 Orte, u.  a. nach Ebern, Elfershausen, Eltmann und das KZ-Außenlager Landeshut. Das Stammwerk in Schweinfurt wurde durch zahlreiche Angriffe zu 83 % zerstört. Dennoch konnte die Produktion bis zum Ende des Krieges, mit zum Schluss fast 12.000 Beschäftigten, aufrechterhalten werden. Davon waren über 25 % (etwa 3.400 Beschäftigte) Zwangsarbeiter, die über das Arbeitsamt angefordert und ab 1942 über das Rüstungsministerium zugeteilt worden sind. Die ab dem 12. August 1939 erschienene Werkszeitschrift „Unser Werk und wir“ enthielt fast ausschließlich nationalsozialistische Propagandabeiträge. Die ausgelagerten Betriebe waren, mit Ausnahme des Werks in Eltmann, der Bombardierung entgangen.

#### Nachkriegsjahrzehnte
1946 wurde das Stammwerk demontiert, 1947 erließ die Militärregierung den Wiederaufbaubefehl. Zur Währungsreform 1948 nahmen die nach dem Krieg entlassenen persönlich haftenden Gesellschafter Georg Schäfer (II) und Otto Schäfer die Geschäftsführung wieder auf. Der von ihnen betriebene Wiederaufbau des Schweinfurter Stammwerks von Kugelfischer war 1955 abgeschlossen. Die beschädigten, modernen Klinkerbauten aus den 1930er Jahren im Bauhaus-Stil wurden restauriert. Das neue Hauptverwaltungsgebäude (siehe Bild am Artikelanfang), ebenfalls ein für das Schweinfurter Industriegebiet typischer Klinkerbau, war bereits Anfang der 1950er Jahre errichtet worden. Mitte der 1950er Jahre erwarb die Firma Kugelfischer auch das Neue Schloss im niederbayerischen Rabenstein und wandelte es in eine Erholungsstätte für die Betriebsangehörigen um.
In den 1960er Jahren erlebte Kugelfischer wie die beiden anderen Schweinfurter Großfirmen SKF und Fichtel & Sachs einen nie dagewesenen Boom. Als einzige Firma der „großen Drei“ stellte Kugelfischer keine Gastarbeiter ein und besaß eine vorwiegend einheimische Belegschaft, die in vielen Familien aus mehreren Generationen stammte. Deshalb galt der „Kufi“ als typische Schweinfurter Großfirma, im Gegensatz zu den „Schweden“ und „Sachs“.
Kugelfischer wagte als einziger der „großen Drei“ nicht den Sprung über den Main. Man erwarb zwar auch ein riesiges Areal südlich des Mains im neuen Stadtteil Hafen-Ost, konnte sich aber Anfang der 1970er Jahre nicht zum Bau eines Werks Süd entschließen. Den Ausschlag gab der große Aufwand für den kompletten Aufbau einer neuen Energieversorgung. Das Grundstück wurde an die Stadt Schweinfurt zurückverkauft.
1978 wurde die Offene Handelsgesellschaft in eine Kommanditgesellschaft (KG) umgewandelt. 1979 wurde das eingetragene Warenzeichen FAG in den Firmennamen integriert und lautete FAG Kugelfischer Georg Schäfer & Co. Ebenfalls 1979 wurde der Bereich Kugelfischer-Einspritz-Systeme an Bosch verkauft. 1985 erfolgte, 88 Jahre nach Fischer, wieder der Börsengang. Die Aktienmehrheit blieb im Besitz der Familie Schäfer. 1991 wurde Rotasymin in Pößneck von der Treuhandanstalt erworben. Das Werk wurde kurz darauf geschlossen.

#### Aufstieg zum Weltkonzern
In den wichtigsten ausländischen Absatzmärkten wollte man mit eigenen Produkten vertreten sein, auch um den internationalen Standard zu festigen. 1937 wurde das erste ausländische Werk in Wolverhampton gegründet, das 1939 enteignet wurde. 1951 eröffnete Kugelfischer die erste ausländische Verkaufsgesellschaft am einstigen Standort Wolverhampton. In den folgenden 30 Jahren entstanden weitere 18 firmeneigene Vertriebsgesellschaften auf allen Kontinenten. Das erste Auslandswerk nach dem Zweiten Weltkrieg wurde 1953 im kanadischen Stratford gegründet (FAG Bearings Ltd), als Automobilzulieferer für das nahe Detroit. 1983 verfügte das Unternehmen über Werke in Österreich, der Schweiz, Italien, Spanien, Portugal, USA, Kanada, Brasilien und Indien.

### Auftragsmanagement (1993–2001)
Am 1. Juli 1990 wurden die Deutschen Kugellagerfabriken (DKF) in Chemnitz erworben. Dies führte den gesamten Konzern in eine existenzgefährdende Krise und Ende 1992 an den Rand des Ruins. Unter Federführung des Auftragsmanagers Kajo Neukirchen gelang die Sanierung. Die Mitarbeiterzahl des Konzerns wurde von mittlerweile 40.000 auf 15.000 reduziert. Die Familie Schäfer schied aus der Geschäftsführung zum Jahreswechsel 1992/93 aus.

### Ära Schaeffler (seit 2001)

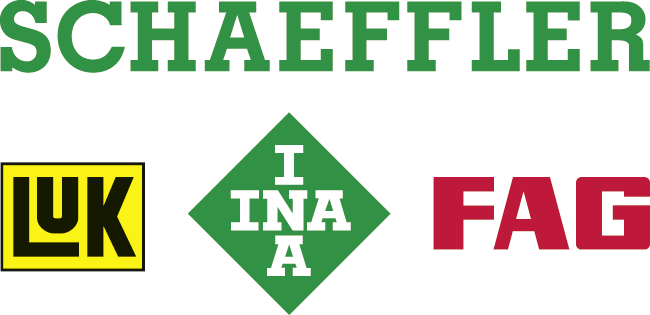
Die Marken von Schaeffler

2001 wurde das DAX-Unternehmen FAG Kugelfischer Georg Schäfer AG durch die INA-Holding Schaeffler KG übernommen. 2006 wurden die Gesellschaften FAG Kugelfischer AG & Co. oHG und die INA-Schaeffler KG zur Schaeffler KG zusammengefasst. Der Schaeffler-Konzern ist lediglich im MDAX vertreten. Jedoch wurden INA und FAG zusammen zum zweitgrößten Wälzlagerkonzern der Welt, nach dem ewigen Rivalen von FAG Kugelfischer, dem Marktführer SKF, dessen größtes Werk nur wenige Hundert Meter von FAG in Schweinfurt entfernt liegt.
Der Sitz der Sparte Industrie der Schaeffler KG ist in Schweinfurt, ihrem größten Fertigungsstandort und Zentrum der Mechatronik, mit dem Prozess Industrie 4.0. Dort wird derzeit eine digitale Lernfabrik angesiedelt.
Infolge der Verschmelzung von INA-Schaeffler mit FAG Kugelfischer gehört die Schaeffler-Gruppe mit 91.000 Beschäftigten (2018) und 14,0 Milliarden Euro Umsatz (2017) zu den 1000 größten Aktiengesellschaften der Welt. In den Forbes Global 2000 der weltgrößten börsennotierten Unternehmen belegte die Schaeffler-Gruppe Platz 848 (Stand: Geschäftsjahr 2017). Das Unternehmen kam Mitte 2018 auf einen Börsenwert von ca. 10,7 Mrd. US-Dollar.

## Großlager in neuen Dimensionen

### London Eye
Noch vor dem einzigen relevanten Weltkonkurrenten SKF spezialisierte sich FAG Kugelfischer auf Großlager. So entwickelte und baute FAG Kugelfischer das riesige Pendelrollenlager an der Nabe des zu den Millenniumsfeiern im Jahr 2000 eröffneten London Eye.

### Peking Wheel
Nach der Übernahme durch die Schaeffler-Gruppe wurde FAG in Schweinfurt beauftragt, das Naben-Lager für das größte, 208 m hohe Riesenrad der Welt im Chaoyang-Park in Peking zu entwickeln. Die Bauarbeiten für das Riesenrad begannen 2006. Der geplante Fertigstellungstermin des Great Peking Wheel für das Jahr 2008, zu den Olympischen Spielen, wurde nicht eingehalten. 2010 wurden die Arbeiten eingestellt, da die zuständige chinesische Firma Insolvenz angemeldet hatte.
Darauf wurde eines von drei Lagern, welche für das Pekinger Riesenrad vorgesehen waren und einen Außendurchmesser von 3,20 m und ein Gewicht von ca. 10 Tonnen haben, am Theater der Stadt Schweinfurt aufgestellt. Der Innendurchmesser des Lagers mit 2600 mm entspricht dem Außendurchmesser des Haupt-Lagers des London-Eye-Lagers.

## Mäzen Georg Schäfer (II)

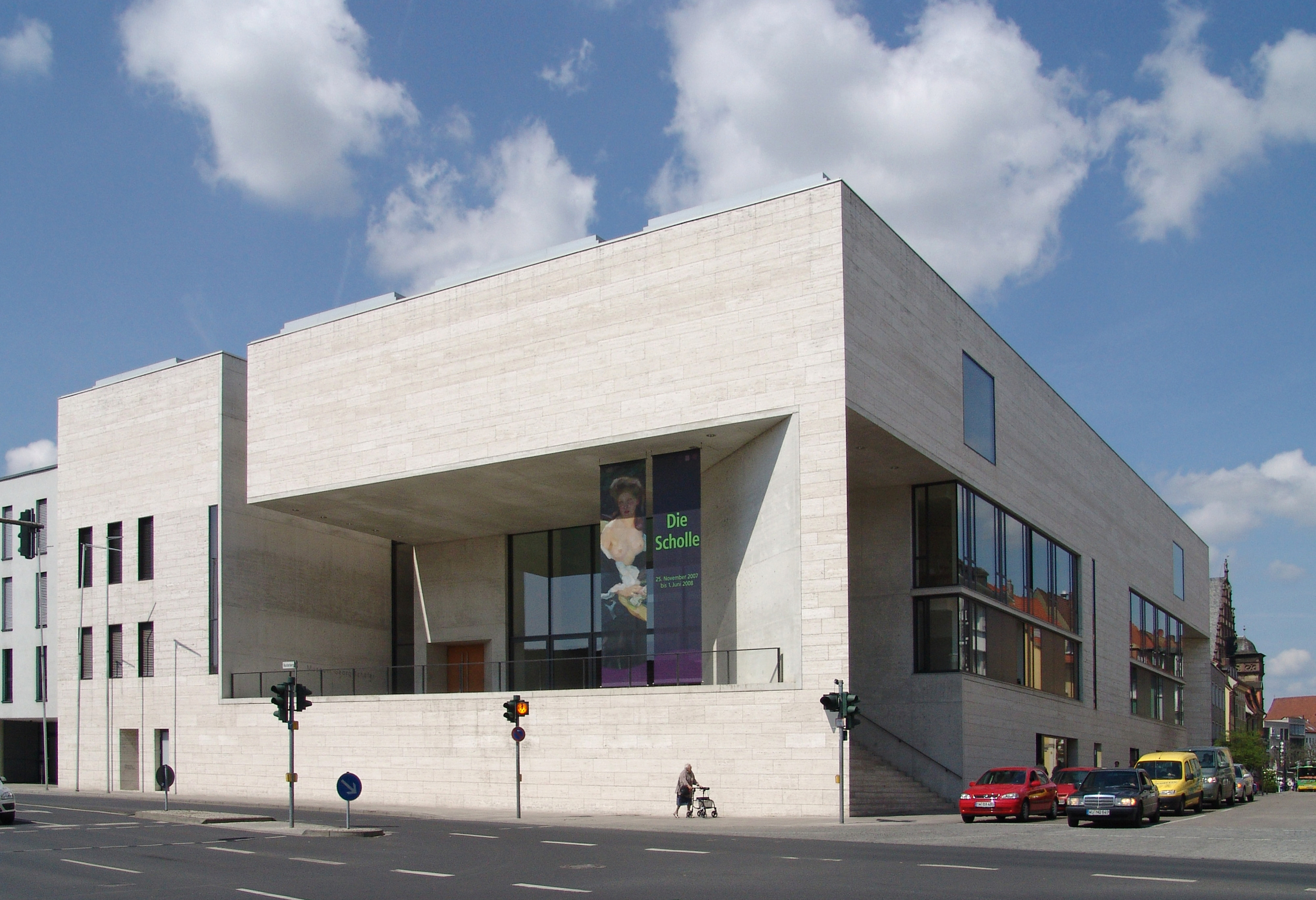
Museum Georg Schäfer

Georg Schäfer (II) war ein Unternehmensführer mit sozialem Engagement und hoher Popularität („Papa Schäfer“). Eine Anstellung bei FAG Kugelfischer hatte, ähnlich wie damals bei Siemens, „Beamtenstatus“. Das Unternehmen unterhielt eigene Ferienheime und Kinderheime für die Arbeitnehmer und ihre Familien. Als legendär gelten die Weihnachtsfeiern, bei denen jedes Kind aller Arbeitnehmerfamilien ein Geschenk erhielt.
Schäfer trug zudem eine bedeutende Gemäldesammlung zusammen, die u. a. die weltgrößte Sammlung von Carl Spitzweg beinhaltet. Sie ist in dem nach ihm benannten Museum Georg Schäfer ausgestellt, das im Jahr 2000 in Schweinfurt eröffnet wurde und mit seinen Exponaten vergleichbar mit der Neuen Pinakothek in München ist.